# Mordellistena nanuloides
Mordellistena nanuloides es una especie de coleóptero de la familia Mordellidae.

## Distribución geográfica
Habita en Europa (Alemania y Países Bajos.